# 克拉克森崖
80°28′S 27°4′W / 80.467°S 27.067°W
克拉克森崖（英語：Clarkson Cliffs），是南極洲的山崖，位於科茨地，屬於沙克爾頓山脈的一部分，海拔高度1,400米，由美國海軍拍攝空中照片，現時由南極條約體系管理。